# Antonio Re
Antonio Re (fl. XX secolo) è stato un calciatore italiano, di ruolo difensore.

## Carriera
Giocò nel Derthona nel campionato di Prima Divisione 1922-1923, disputando 24 partite, e nella Prima Divisione 1924-1925 disputando 22 partite. Successivamente ha giocato con la Vogherese nella stagione 1927-1928.